# راب لی
راب لی (به انگلیسی: Rob Lee) بازیکن فوتبال زادهٔ ۱ فوریه ۱۹۶۶ اهل انگلستان بود که سابقهٔ بازی در تیم ملی فوتبال انگلستان را در کارنامهٔ خود دارد. وی در تاریخ ۱۲ اکتبر ۱۹۹۴ نخستین بازی ملی خود را در مقابل تیم ملی فوتبال رومانی انجام داد و با حضور در ۲۱ بازی ملی، در تاریخ ۱۴ اکتبر ۱۹۹۸ واپسین بازی ملی‌اش را در برابر تیم ملی فوتبال لوکزامبورگ برگزار کرد.
این بازیکن توانسته در بازی‌های ملی، ۲ گل به ثمر برساند.